# Liriomyza sabaziae
Liriomyza sabaziae este o specie de muște din genul Liriomyza, familia Agromyzidae, descrisă de Spencer în anul 1963. Conform Catalogue of Life specia Liriomyza sabaziae nu are subspecii cunoscute.